# Herend
Herend  este un oraș în districtul Veszprém, județul Veszprém, Ungaria, având o populație de 3.482 de locuitori (2011). 

## Demografie
Componența etnică a orașului Herend
     Maghiari (86,63%)
     Germani (12,06%)
     Necunoscut (0,23%)
     Alții (1,08%)
Componența confesională a orașului Herend
     Romano-catolici (46,01%)
     Fără religie (11,17%)
     Reformați (4,31%)
     Necunoscută (36,88%)
     Alte religii (2,07%)
Conform recensământului din 2011, orașul Herend avea 3.482 de locuitori. Din punct de vedere etnic, majoritatea locuitorilor (86,63%) erau maghiari, cu o minoritate de germani (12,06%). Apartenența etnică nu este cunoscută în cazul a 0,23% din locuitori. Nu există o religie majoritară, locuitorii fiind romano-catolici (46,01%), persoane fără religie (11,17%) și reformați (4,31%). Pentru 36,88% din locuitori nu este cunoscută apartenența confesională.